# Arrondissement Montreuil
Arrondissement Montreuil je francouzský arrondissement ležící v departementu Pas-de-Calais v regionu Hauts-de-France. Člení se dále na pět kantonů a 164 obcí.

## Kantony
od roku 2015:
- Auxi-le-Château (část)
- Berck
- Étaples
- Fruges (část)
- Lumbres (část)

před rokem 2015:
- Berck
- Campagne-lès-Hesdin
- Étaples
- Fruges
- Hesdin
- Hucqueliers
- Montreuil
- Le Parcq